# 10874 Locatelli
10874 Locatelli eller 1996 TN19 är en asteroid i huvudbältet som upptäcktes den 4 oktober 1996 av Spacewatch vid Kitt Peak-observatoriet. Den är uppkallad efter den italienske violinisten och kompositören, Pietro Locatelli.